# Omatako-Damm
Der Omatako-Damm ist ein Staudamm in Namibia.

## Beschreibung
Das Bauwerk liegt rund 40 Kilometer östlich der Omatakoberge und 170 Kilometer nördlich von Windhoek. Der Omatako-Damm wurde 1981 als Gewichtsstaumauer fertiggestellt und dient als Ausgleichsbecken für den Wasserausgleich zwischen Karst und Savanne.
Der Omatako-Stausee hat ein Fassungsvermögen von rund 43,5 Millionen Kubikmeter und wird durch das Omatako-Rivier gespeist. Es besteht eine Pumpanlage zur Rückführung in den Von-Bach-Damm.